# Юда Леон бен Моисей Москони
Юда Леон бен Моисей Москони е еврейски духовник (равин) и писател от XIV век.

## Биография
Роден е в 1328 година в Охрид, Византийската империя. Живее в България, но поради политическата нестабилност напуска страната около 1360 година. Пътува из трите континета на Стария свят. Живее на Хиос и на Кипър, на Негропонт, където става ученик на Шемария Негропонтски, в Лаодикея, и по-късно в Египет. В Египет учи при Обадия Мизри, на когото дължи „най-голямата част от образованието си“. След това е в Мароко, Италия и във Франция. В Перпинян общува с различни учени, между които Моисей Нарбони и Давид Бонгорон.

## Творчество
Москони познава добре арабските и ивритски философски трудове, но тъй като има склонност към метафизиката се занимава задълбочено с коментара на Авраам ибн Езра върху Петокнижието, върху който Москони пише суперкоментар. Според Москони, повечето от тридесетте суперкоментара върху Ибн Езра, са без стойност. Според него Ибн Езра пише коментара си върху Пророците и Кетувим преди този върху Петокнижието, който пише 11 години преди смъртта си.
Москони смята изучаването на граматиката за изключително важно и обвинява коментаторите, които я пренебрегват. В коментара си той цитира другите трудове на Ибн Езра, тези на Самуил бен Хофни, арабския превод на Петокнижието на Саадия Гаон, коментара на Маймонид върху „Афоризмите“ на Хипократ, Авероес и други арабски философи. Успоредно на своя суперкоментар Москони започва да пише други трактати, като например „Ен Геди“, обяснения на някои метафизични пасажи, разпръснати в различни книги, „Реа Нихоа“, трактат върху жертвоприношенията, „Тааме ха Мибта“, върху граматиката, но всички те остават недовършени поради преследванията на Москони. Предговорът на коментара му, в който той дава тази информация, е публикуван от Берлинер в „Озар Тоб“ (1878, с. 1 - 10). Москони също така ревизира „Йосипон“ и пише предговор към него (публикуван от Берлинер, 1. с. с. 17 - 23). Щайншнайдер (Hebr. Bibl. xiv. 90) смята, че споменатият от Моисей Баги в „Охел Моше“ Моисей Москони, който е писал срещу караита Аарон бен Елия е идентичен с Юда Леон Москони, чието име е неправилно предадено от Баги.